# تحميل رقمي
في صناعة ألعاب الفيديو، التوزيع الرقمي أو التحميل الرقمي هو عملية تقديم محتوى ألعاب الفيديو بطريقة رقمية، دون تبادل أو شراء وسائط مادية جديدة مثل خراطيش ROM والتخزين المغناطيسي والأقراص الضوئية وبطاقات الذاكرة المحمولة. كانت هذه العملية موجودة منذ أوائل الثمانينيات، ولكن مع تقدم قدرات النطاق الترددي للانترنت في أوائل العقد الأول من القرن الحادي والعشرين أصبح التحميل الرقمي أكثر بروزًا كوسيلة لبيع الألعاب. حاليًا، يهيمن التوزيع عبر الإنترنت على العمليات عبر الإنترنت.
لتسهيل بيع الألعاب، أنشأ العديد من ناشري ألعاب الفيديو ومصنعي وحدات التحكم منصاتهم الخاصة للتوزيع الرقمي. توفر هذه الأنظمة الأساسية، مثل ستيم وأورجن وإكس بوكس، خدمات مركزية لشراء وتنزيل المحتوى الرقمي إما لوحدات تحكم ألعاب فيديو أو أجهزة كمبيوتر معينة. قد تعمل بعض الأنظمة الأساسية أيضًا كنظم لإدارة الحقوق الرقمية، مما يقصر استخدام العناصر المشتراة على حساب واحد.
أصبح التوزيع الرقمي لألعاب الفيديو شائعًا بشكل متزايد، حيث يولي كبار الناشرين وتجار التجزئة مزيدًا من الاهتمام للمبيعات الرقمية، بما في ذلك ستيم وبلاس ستيشن وأمازون وGAME وجيم ستوب وغيرها. وفقًا لدراسة أجرتها SuperData Research، بلغ حجم التوزيع الرقمي لألعاب الفيديو في جميع أنحاء العالم 6.2 مليار دولار شهريًا في فبراير 2016، ووصل إلى 7.7 مليار دولار شهريًا في أبريل 2017.

## التاريخ

### الثمانينيات
قبل انتشار اتصالات الإنترنت، كان هناك القليل من خدمات التوزيع الرقمي للألعاب، وكانت الوسائط المادية هي الطريقة السائدة في توصيل ألعاب الفيديو. كان GameLine أحد الأمثلة الأولى للتوزيع الرقمي في ألعاب الفيديو، والذي جرى تشغيله خلال أوائل الثمانينيات. سمحت الخدمة لمالكي أتاري 2600 باستخدام خرطوشة متخصصة للاتصال عبر خط هاتف بخادم مركزي واستئجار لعبة فيديو لمدة 5-10 أيام. انتهت خدمة GameLine أثناء مشكلة انهيار ألعاب الفيديو عام 1983. وفي الفترة من عام 1987 إلى عام 2003، سمحت Disk Writer الخاصة بـ Nintendo في اليابان فقط للمستخدمين بالنسخ من jukebox لأحدث الألعاب إلى الأقراص المرنة الخاصة بهم. حيث يمكن الاحتفاظ بكل واحدة لفترة غير محدودة، واللعب في المنزل على جهاز Famicom وFamicom Disk System مقابل ¥500، ثم حوالي 3٫25 دولار أمريكي وكان ذلك يُمثل حوالي 1/6 سعر العديد من الألعاب الجديدة. :75–76كان يطلق عليه «حقًا رائدًا في وقته ويمكن اعتباره رائدًا لأساليب التوزيع الأكثر حداثة [مثل] Xbox Live Arcade وPlayStation Network وSteam». كانت هناك أيضًا أمثلة مثل Soft bender TAKERU لأجهزة الكمبيوتر.

### التسعينيات
ظهر عدد قليل من خدمات التوزيع الرقمية لوحدات التحكم في التسعينيات. وكان من بينها ما قامت به شركة سيجا مثل سيجا ميجانت وقناة سيجا، اللذان صدرا في عام 1990 و1994 على التوالي، والتي سمحت لمشتري جهاز ميجا درايف إمكانية الوصول إلى الألعاب وفق طلبهم وغيرها من الخدمات. أصدرت Nintendo الأجهزة الطرفية والخدمات في اليابان فقط: خدمة الاشتراك عبر القمر الاصطناعي ساتيلافيو Satellaview لـ Super Famicom ونظام كيوسك in-store kiosk لـ Super Famicom وGame Boy.
كان التوزيع الرقمي على أجهزة الحاسوب أكثر انتشارًا. ففي أواخر الثمانينيات وأوائل التسعينيات، قبل اعتماد الإنترنت على نطاق واسع، كان من الشائع لمطوري البرامج تحميل العروض التوضيحية والبرامج التجريبية إلى نظام لوحة بيانات Bulletin Board Systems. في معظم الحالات، قد تحتوي إصدارات العروض التوضيحية أو البرامج التجريبية على إعلان للعبة كاملة مع تعليمات الطلب للحصول على نسخة مادية من اللعبة أو البرنامج الكامل. استخدم بعض المطورين بدلاً من ذلك نظام ترخيص حيث يمكن إلغاء قفل «الإصدارات الكاملة» من البرنامج الذي جرى تنزيله بشراء رقم مسلسل لذلك، مما يجعل هذه الطريقة أول طريقة توزيع رقمية حقيقية لبرامج الحاسوب. تشمل الأمثلة البارزة Software Creations BBS وExecPC BBS، وكلاهما لا يزال موجودًا حتى اليوم - وإن كان في شكل مختلف تمامًا. ومع ذلك، لم تكن أنظمة لوحة البيانات مترابطة، وسيتعين على المطورين تحميل برامجهم على كل موقع. بالإضافة إلى ذلك، تطلب أنظمة BBS من المستخدمين إجراء مكالمة هاتفية باستخدام مودم للوصول إلى نظامهم. بالنسبة للعديد من المستخدمين، كان هذا يعني تكبدهم رسومًا إضافية. ساهمت هذه العوامل في انخفاض حاد في استخدام BBS في أوائل التسعينيات، بالتزامن مع ظهور مزودي الإنترنت غير المُكلفين.
في منتصف التسعينيات، ومع ظهور الإنترنت، ظهرت أمثلة فردية مبكرة للتوزيع الرقمي في ظل استخدام هذه الوسيلة الجديدة، على الرغم من عدم وجود خدمات مهمة لها. على سبيل المثال، في عام 1997 قام منتج ألعاب الفيديو Cavedog بتوزيع محتوى إضافي بانتظام للعبة الكمبيوتر «إستراتيجية الوقت الحقيقي» Total Annihilation في صورة تنزيلات عبر الإنترنت عبر موقعه على الويب.
قام مستخدمو الإنترنت أيضًا باستخدامها لتوزيع المحتوى الخاص بهم. بدون الوصول إلى البنية التحتية للبائع التي تسمح لهم بتوزيع هذا المحتوى من خلال الوسائط المادية، لا يمكن توزيع المحتوى الذي ينشئه المستخدم مثل تعديلات اللعبة أو الخرائط أو تصحيحات المعجبين إلا عبر الإنترنت.

### الألفينيات
بحلول عام 2000، كانت اتصالات الإنترنت قد صارت سريعة ومتعددة بدرجة كافية بحيث أصبح التوزيع الرقمي للألعاب والمحتويات الأخرى ذات الصلة قابلاً للتطبيق.

#### وحدات التحكم
سمح انتشار وحدات التحكم التي تدعم الإنترنت Internet-enabled consoles بمحتوى إضافي قابل للشراء يمكن إضافته إلى الألعاب، مثل الخرائط والملابس داخل اللعبة وأسلوب اللعب. هذا النوع من المحتوى، المسمى محتوى قابل للتنزيل (Downloadable content DLC)، أصبح سائدًا استخدام وحدات التحكم في العقد الأول من القرن الحادي والعشرين.

#### الحاسوب
كانت Stardock من أوائل المبتكرين لفكرة التوزيع الرقمي على جهاز الحاسوب الشخصي. في عام 2001، أصدرت Stardock الإصدار Stardock Central لتوزيع وبيع عناوين أجهزة الكمبيوتر الخاصة بها رقميًا، تلى ذلك خدمة تسمى Drengin.net بنموذج دفع اشتراك سنوي في صيف 2003. وفي عام 2004، جرى استبدال نموذج الاشتراك بواسطة TotalGaming.net والذي سمح بعمليات الشراء الفردية أو دفع رسوم للبطاقات التي سمحت لهم بشراء الألعاب بسعر مخفض. في عام 2008، أعلنت Stardock عن Impulse وهي منصة توزيع رقمية من الجيل الثالث، والتي تضمنت ألعابًا مستقلة من طرف ثالث. بِيعت المنصة لشركة GameStop في مايو 2011.
منذ عام 2004 حتى الآن ظهر العديد من خدمات التوزيع الرقمي على جهاز الحاسوب، مثل أمازون للخدمات الرقمية، Impulse، GameTap، GameStop، ألعاب ويندوز - لايف، أورجن، Battle.net، Direct2Drive، GOG.com، GamersGate والعديد غيرها. تختلف الخصائص والسياسات المعروضة اختلافًا كبيرًا بين خدمات التوزيع الرقمية: على سبيل المثال، معظم الموزعين الرقميين لا يسمحون بإعادة بيع الألعاب المشتراة، إلا أن Green Man Gaming تسمح بذلك.
في عام 2004، أصدرت شركة Valve منصة Steam لأجهزة الحاسوب التي تعمل بنظام Windows (تم توسيعها لاحقًا إلى Mac OS وLinux) كوسيلة لتوزيع ألعاب الفيديو التي طورتها الشركة. يتمتع Steam بخاصية أن العملاء لا يشترون الألعاب ولكن بدلاً من ذلك لديهم الحق في استخدام تلك الألعاب، وذلك الحق في الاستخدام قد يقوم النظام بإيقافه في حالة وجود انتهاك لاتفاقية ترخيص المستخدم النهائي أو عندما لا يقبل العميل التغييرات في اتفاقية ترخيص المستخدم النهائي. بدأت Steam لاحقًا في البيع من المطورين المستقلين والموزعين الرئيسيين وأصبحت منذ ذلك الحين أكبر موزع رقمي لأجهزة الحاسوب الشخصية. بحلول عام 2011، أصبح لدى Steam ما يقرب من 50-70٪ من سوق ألعاب الحاسوب الشخصي القابلة للتنزيل، وبلغ عدد قاعدة المستخدمين حوالي 40 مليون حساب.
في عام 2008، بدأ موقع gog.com (المعروف سابقًا باسم Good Old Games) المتخصص في توزيع ألعاب الحاسوب الكلاسيكية القديمة. بينما تسمح جميع خدمات التحميل الرقمي الأخرى بأشكال مختلفة من إدارة الحقوق الرقمية (أو حتى تضمينها)، فإن موقع gog.com لديه سياسة صارمة لا تتبع إدارة الحقوق الرقمية. ظهرت خدمة Desura عام 2010. وكانت الخدمة بارزة في وجود دعم قوي من ألعاب الفيديو التي يطورها المستخدمون، وسمحت أيضا بالبرمجيات مفتوحة المصدر. ثم ظهرت خدمة أورجن Origin، وهي إصدار جديد من متجر Electronic Arts عبر الإنترنت، في عام 2011 من أجل التنافس مع Steam ومنصات التوزيع الرقمية الأخرى على الحاسوب الشخصي.

### عقد 2010

#### ألعاب المحمول
التوزيع الرقمي هو الطريقة السائدة لتقديم المحتوى على منصات المحمول مثل أجهزة iOS وهواتف Android. سمحت التسهيلات لمزيد من المطورين بإنشاء وتوزيع الألعاب على هذه المنصات، مع نمو صناعة ألعاب الهاتف المحمول بشكل كبير نتيجة لذلك.

#### ألعاب وحدة التحكم
كل من وحدات التحكم الرئيسية الحالية (Nintendo Switch وXbox One وPlayStation 4) لديها منصة للتوزيع الرقمي خاصة بها لبيع الألعاب الرقمية. وهذه المنصات هي Nintendo eShop وXbox Games Store وPlayStation Store على التوالي. يبيع كل من متجر ألعاب Xbox من Microsoft وeShop الخاص بـ Nintendo وPlayStation Store الخاص بـ Sony ألعاب كاملة، إلى جانب المنتجات الأخرى، مثل المحتوى القابل للتنزيل DLC.

## التداعيات
تشمل المزايا الرئيسية للتوزيع الرقمي مقارنةً بالتوزيع بالتجزئة المهيمن سابقًا لألعاب الفيديو انخفاض كبير في تكاليف الإنتاج والنشر والتخزين.
منذ العقد الأول من القرن الحادي والعشرين، عندما شهد التوزيع الرقمي أول طفرة ذات مغزى في شعبيته، أصبح عددًا متزايدًا من عناوين الأسواق المتخصصة متاحًا وأصبح ناجحًا تجاريًا، بما في ذلك (على سبيل المثال لا الحصر) إعادة تصنيع الألعاب الكلاسيكية. حفزت الإمكانيات الجديدة للتوزيع الرقمي على إنشاء ألعاب من منتجي ألعاب الفيديو الصغار مثل مطوري الألعاب المستقلين والمستخدمين (على سبيل المثال Garry's Mod)، والتي لم تكن ذات جدوى تجارية من قبل.

### تطوير الألعاب المستقلة
سمح الانتشار المتزايد للتوزيع الرقمي لمطوري الألعاب المستقلين ببيع وتوزيع ألعابهم دون الحاجة إلى التفاوض على صفقات مع الناشرين. لم يعد مطلوبًا الاعتماد على مبيعات التجزئة المادية التقليدية، فقد شهد المطورون المستقلون نجاحًا من خلال بيع الألعاب التي لا يقبلها الناشرون عادةً للتوزيع. تعد منصات الحاسوب والهاتف المحمول هي الأبرز فيما يتعلق بتوزيع الألعاب المستقلة، حيث توفر خدمات مثل GOG.com وGamersGate وSteam وiOS App Store طرقًا لبيع الألعاب بأقل تكاليف توزيع أو بدون تكاليف. توجد بعض منصات التوزيع الرقمية خصيصًا لتوزيع الألعاب المستقلة، مثل Xbox Live Indie Games.

## نموذج العمل
تحصل جميع خدمات التوزيع الرقمية تقريبًا اليوم على جزء من عائدات كل عملية بيع لتغطية تكاليف إدارة واجهة المتجر وتوزيع المحتوى والجوانب الأخرى. وفقًا لدراسة أجرتها IGN عام 2019 استنادًا إلى البيانات المنشورة والمقابلات مع الناشرين والمطورين، فإن هذا يمثل ما يقرب من 30٪ من متاجر أجهزة الحاسوب الشخصية، بما في ذلك Steam وGOG.com وMicrosoft لخدمات وحدة التحكم الخاصة بـ Nintendo Switch وPlayStation 4 وXbox.one، لمتاجر تطبيقات الأجهزة المحمولة بما في ذلك App Store وGoogle Play، وحتى لبائعي التجزئة الرئيسيين مثل Best Buy وGameStop وAmazon.com. الاستثناء الوحيد لذلك هو itch.io حيث يكون للمطور الحرية في تحديد السعر، وكذلك حزمة Humble التي تأخذ تخفيض بنسبة 15٪ بالإضافة إلى 10٪ إضافية يمكن للمشتري أن يختار توجيهها إلى مؤسسة خيرية أو إلى المطور، ومتجر Epic Games Store (EGS) الذي يقتطع نسبة 12٪. يتوافق هذا التخفيض بنسبة 30 ٪ مع الترخيص السابق للتطوير على وحدات تحكم ألعاب الفيديو منذ نظام Nintendo Entertainment System.
وجدت الدراسات الاستقصائية من 2019 إلى 2021 أن المطورين والناشرين يرغبون في رؤية انخفاض بنسبة 30٪ وفقًا لمعايير الصناعة، لأن هذا سيزيد من مقدار الإيرادات التي قد يجنوها من كل عملية بيع. قدَّر تيم سويني، وهو مطور ألعاب لـ Epic Games، قبل إطلاق متجر Epic Games، أن التكاليف الحالية لتقديم محتوى اللعبة للمشترين تتطلب خفضًا يصل إلى 8٪ في إيرادات المبيعات، وأطلق EGS بتخفيض قدره 12٪ لإثبات ذلك. أعلنت ميكروسوفت أنها ستخفض بالمثل متجر Microsoft لمنتجات Windows من 30٪ إلى 12٪ بحلول 1 أغسطس 2021.

## مزايا وعيوب بالنسبة للمشتري
بالمقارنة مع الألعاب الموزعة فعليًا، لا يمكن فقد أو إتلاف الألعاب الرقمية مثل تلك المعروضة على خدمة التوزيع الرقمي Steam ويمكن إعادة تنزيلها في أي وقت. لا تقدم خدمات مثل Steam وOrigin وXbox Live طرقًا لبيع الألعاب المستعملة إذا صارت غير مرغوبة، على الرغم من أن بعض الخدمات مثل Steam بها خيارات مشاركة عائلية. يتم مواجهة هذا أيضًا إلى حد ما من خلال المبيعات المتكررة التي يقدمها هؤلاء الموزعون الرقميون، مما يسمح غالبًا بتوفير كبير من خلال البيع بأسعار أقل مما يمكن لمتاجر التجزئة تقديمه.
على عكس الألعاب الموزعة فعليًا، يمكن شراء الألعاب الرقمية بسهولة على الفور، دون مغادرة المنزل. بهذه الطريقة، يمكن للمستخدمين الوصول الفوري إلى الألعاب.

## أمثلة على أنظمة التوزيع الرقمية لألعاب الفيديو

### الحالي
- وحدة التحكم
  - متجر مايكروسوفت
  - نينتندو إي شوب
  - متجر بلاي ستيشن
- محمول
  - أمازون أبستور
  - متجر تطبيقات آبل
  - تطبيقات جوجل
  - متجر تطبيقات هواوي
  - متجر سامسونج جلاكسي
- حاسوب
  - Battle.net
  - بيمدوج[36]
  - Bethesda.net[36]
  - Direct2Drive
  - DotEmu
  - متجر Epic Games
  - بيت الألعاب[36]
  - بوابة الألعاب[36]
  - GOG.com[36]
  - جرين مان جيمنج[36]
  - Itch.io[36]
  - متجر تطبيقات ماك
  - ميتابولي
  - متجر مايكروسوفت
  - أورجن
  - بلايسم[36]
  - ستيم[36]
  - يوبلاي

### قديمًا
- اوومو Awomo
- متجر Nintendo DSi (31 مارس 2017)
- GameLine (أوائل الثمانينيات)
- GameTap (2005)
- تنزيلات GameStop على الحاسوب الشخصي (المعروفة سابقًا باسم Impulse)
- مودم فاميكوم (1988)
- إنديفانيا[37]
- LittleIndie[36]
- نينتندو باور
- قناة سيجا (1998)
- ساتيلافيو (2000)
- نينتندو 64 دي دي راندنيت (2000)
- آي كوي iQue (2016)
- Desura[36] (26 سبتمبر 2017)
- قناة متجر Wii (30 يناير 2019)[38]
- متجر ألعاب Xbox (أكتوبر 2019)